# Jupiter Icy Moons Orbiter
Jupiter Icy Moons Orbiter (JIMO) — предложенный орбитальный аппарат НАСА, предназначенным для исследования спутников Юпитера. Основной целью была Европа, где океан жидкой воды может скрывать жизнь. Ганимед и Каллисто, которые имеют жидкие, солёные океаны под их ледяными поверхностями, также были объектами для исследования.

## Предварительные характеристики аппарата
Полная масса на низкой околоземной орбите: 36375 кг
- Масса ксенонового топлива: 12 000 кг
- Масса реакторного модуля: 6182 кг (выходная мощность 200 кВт)
- Сухая масса модуля аппарата: 16 193 кг
- Разборный радиатор: площадь поверхности 422 м²
- Электрические ионные двигатели Herakles: высокая эффективность 30 кВт, удельный импульс 7000 с.
- Телекоммуникационная связь: 10 Мбит/с (4 × 250 Вт TWTA)
- Срок разработки миссии: 20 лет
- Дата запуска: 2017 год
- Ракета-носитель: Delta IV Heavy
- Стоимость: 16 миллиардов долларов без учёта запуска[4]

## Ядерный двигатель
Миссия JIMO была предложена, чтобы включать ядерную установку для длительной миссии, с мощностью, обеспеченной небольшой системой деления энергии на 200 кВт. Ядерная силовая установка проводилась в период с 2003 по 2005 год филиалом Военно-морского реактора Министерства энергетики США.
Предложенная конструкция системы представляла собой реактор с газовым охлаждением, чтобы генерировать пиковую мощность 200 киловатт в течение длительного срока службы миссии JIMO.